# كين بلوك
كين بلوك (بالإنجليزية: Ken Block)‏ مواليد 21 نوفمبر 1967 في كاليفورنيا، الولايات المتحدة، هو سائق راليات أمريكي. تسابق في بطولة العالم للراليات. نافس في بطولة رالي كروس العالمية.

## روابط خارجية
- كين بلوك على موقع Rallye-info.com (الإنجليزية)
- كين بلوك على موقع eWRC-results.com (الإنجليزية)
- كين بلوك على موقع ألعاب إكس (مؤرشف) (الإنجليزية)